# Rotació (matemàtiques)
|  | Per a altres significats, vegeu «rotació». |

Una rotació en dues dimensions al voltant d'un punt O

En geometria i àlgebra lineal, una rotació és una transformació en el pla o en l'espai que descriu el moviment d'un sòlid rígid al voltant d'un eix. En una rotació pura els punts de l'eix són fixos; dit d'una altra manera, la posició dels punts de l'eix queden en el mateix lloc un cop transformats. Una rotació es diferencia d'una translació, la qual desplaça tots els punts del sòlid per igual i no manté punts fixos, i d'una reflexió, que tomben el sòlid creant-ne una imatge especular. Les tres transformacions descrites deixen inalterades les distàncies entre parelles de punts; són isometries.

## Dues dimensions

Una rotació plana al voltant d'un punt, seguida d'una segona rotació al voltant d'un altre punt resulta una transformació total que és o bé una rotació (com la de la figura), o una translació

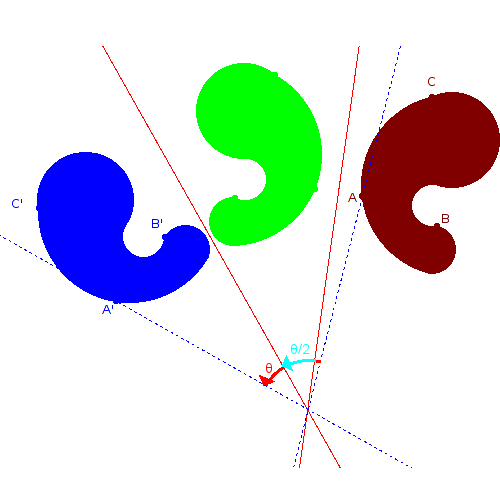
Una reflexió contra un eix seguida d'una reflexió contra un segon eix no paral·lel al primer resulta en una transformació total que és una rotació al voltant del punt intersecció entre ambdós eixos

Els sistemes de referència tenen un paper cabdal per entendre les rotacions. La mateixa transformació es pot explicar tant des del sistema de referència global com des del sistema de referència lligat al sòlid. En la primera, l'observador veu la rotació del sòlid i els eixos de referència immòbils. En la segona, l'observador veu la rotació en sentit contrari dels eixos de referència i el sòlid immòbil.
En el primer punt de vista, la rotació del cos s'escriu com la transformació de cada punt {\displaystyle (x,y)} un angle {\displaystyle \theta } obtenint unes noves coordenades, {\displaystyle (x',y')}:
{\displaystyle {\begin{pmatrix}x'\\y'\end{pmatrix}}={\begin{pmatrix}\cos \theta &-\sin \theta \\+\sin \theta &\cos \theta \end{pmatrix}}{\begin{pmatrix}x\\y\end{pmatrix}}.}
és a dir,
{\displaystyle x'=x\cos \theta -y\sin \theta \,}
{\displaystyle y'=+x\sin \theta +y\cos \theta \,}
En el segon punt de vista, la rotació del cos s'escriu com la transformació de cada punt {\displaystyle (x,y)} un angle {\displaystyle \theta } obtenint unes noves coordenades, {\displaystyle (x',y')}:
{\displaystyle {\begin{pmatrix}x'\\y'\end{pmatrix}}={\begin{pmatrix}\cos \theta &+\sin \theta \\-\sin \theta &\cos \theta \end{pmatrix}}{\begin{pmatrix}x\\y\end{pmatrix}}.}
és a dir,
{\displaystyle x'=x\cos \theta +y\sin \theta \,}
{\displaystyle y'=-x\sin \theta +y\cos \theta \,}
En conseqüència, la magnitud del vector (x, y) és igual que la magnitud del vector (x′, y′).

### Pla complex
Un nombre complex es pot entendre com un vector de dues dimensions en el pla complex, centrat en l'origen. Sigui z = a + ib un nombre complex, La seva part real a és representada per la coordenada x i la seva part imaginària b és representada per la coordenada y.
Llavors, a z se li pot aplicar una rotació d'angle {\displaystyle \theta } multiplicant-lo per {\displaystyle e^{i\theta }} (seguint la fórmula d'Euler):
| {\displaystyle e^{i\theta }z\;} | {\displaystyle =(\cos \theta +i\sin \theta )(a+ib)\;}                           |
|                                 | {\displaystyle =(a\cos \theta +ib\cos \theta +ia\sin \theta -b\sin \theta )\;}  |
|                                 | {\displaystyle =(a\cos \theta -b\sin \theta )+i(a\sin \theta +b\cos \theta )\;} |
|                                 | {\displaystyle =a'+ib'.\;}                                                      |

Es pot comprovar la total correspondència amb la rotació descrita a l'apartat anterior.
Donat que la multiplicació de nombres complexos és commutativa, la rotació en 2 dimensions és commutativa, la qual cosa no és certa per a més de dues dimensions.

## Tres dimensions

Una rotació descriu el moviment d'un sòlid rígid al voltant d'un eix

En espais tridimensionals ordinaris, una rotació de coordenades es pot definir per tres angles d'Euler, o per un angle de rotació més la direcció de l'eix de rotació.
Les rotacions al voltant de l'origen es poden calcular fàcilment emprant transformacions matricials d'una matriu 3x3 anomenada matriu de rotació. Les rotacions al voltant de punts lluny de l'origen es poden descriure mitjançant una matriu 4×4 aplicada sobre coordenades homogènies.

### Quaternions
Un enfocament alternatiu a les rotacions en tres dimensions és el que utilitza quaternions.
Els quaternions permeten una representació diferent de rotacions i orientacions en tres dimensions. Aquests s'apliquen en gràfics per ordinador, teoria de control, processament de senyal i mecànica celeste. Per exemple, és emprat en comandament i telemetria en sistemes de control de vehicles espacials. El fonament és que la combinació de molts quaternions és més estable numèricament que la combinació de moltes matrius de transformació.

## Generalitzacions

### Matrius ortogonals
El conjunt de totes les matrius de rotació M(v,θ) descrites anteriorment junt amb l'operació de multiplicació de matrius és anomenat grup de rotacions.
Dit de manera més general, la rotació de coordenades en qualsevol dimensió es representa per matrius ortogonals. El conjunt de totes les matrius ortogonals de la n-èsima dimensió que descriu rotacions pròpies (determinant = +1), junt amb l'operació de multiplicació de matrius, forma el grup especial de rotacions SO(n). Vegeu també SO(4) (grup de rotacions quadridimensionals).
Les matrius ortogonals contenen elements reals. Les matrius anàlogues de valors complexos són les matrius unitàries. El conjunt de totes les matrius unitàries en una dimensió n forma un grup unitari de grau n, U(n); i el subgrup de U(n) que representa rotacions pròpies forma un grup unitari especial de grau n, SU(n). Els elements de SU(2) són emprats en mecànica quàntica per giravoltar el spin.

### Relativitat
En relativitat especial, una rotació de coordenades de Lorentz que gira l'eix temporal s'anomena un boost, i l'interval entre dos punts qualssevol es manté invariant, anàlogament a la invariància de la distància entre dos punts en rotacions 3D. Les rotacions de coordenades de Lorentz que no giren l'eix temporal són rotacions espacials tridimensionals. Vegeu: transformació de Lorentz, grup de Lorentz.